# (36556) 2000 QW104
2000 QW104 (asteroide 36556) é um asteroide da cintura principal. Possui uma excentricidade de 0.16673100 e uma inclinação de 5.99389º.
Este asteroide foi descoberto no dia 28 de agosto de 2000 por LINEAR em Socorro.